# توا فلدشو
تُوا فِلدشو (انگلیسی: Tovah Feldshuh؛ زادهٔ ۲۷ دسامبر ۱۹۵۳) یک هنرپیشه، نویسنده، و نمایش‌نامه‌نویس اهل ایالات متحده آمریکا است. وی از سال ۱۹۷۳ میلادی تاکنون مشغول فعالیت بوده‌است.
او تا کنون برنده جوایز گوناگونی نظیر جایزه ستلایت شده‌است.

## گزیدهٔ آثار

### سینمایی
- کلیفورد سگ بزرگ قرمز (۲۰۲۱)
- یک بازی کوچک (۲۰۱۴)
- اونجوری بامزه است (۲۰۱۴)
- مومن (۲۰۰۱)
- تصادفات شاد (۲۰۰۰)
- مفسد (۱۹۹۹)
- پیاده‌روی روی ماه (۱۹۹۹)
- میلیون‌ها بروسترس (۱۹۸۵)

### تلویزیون
- مردگان متحرک (۲۰۱۵)
- همسر خوب (۲۰۱۰)
- بتی بی‌ریخته (۲۰۱۰)
- قانون و نظم (۲۰۰۷ تا ۱۹۹۱)